# 克林区

克林区位置，2012年7月之前

克林区（俄语：Кли́нский райо́н），俄罗斯联邦莫斯科州的一个行政区，位于该州西北部。该州总面积2019.62平方公里，总人口127,779（2010年）。 行政中心位于克林市。